# الإعتراف (وثائقي)
الإعتراف (بالإنجليزية: The Confession)‏ هو فيلم وثائقي سويدي من توثيق الصحفيين توماس بليدمان وأليكس بوليفين صدر في عام 2020 على التلفزيون السويدي، يوثق الفيلم تحول قس سويدي إلى الإسلام بعد أكثر من 30 سنة في المسيحية والخدمة الدعوية. عرض الفيلم على الجمهور النرويجي على هيئة الإذاعة النرويجية.

## القصة
يروي الوثائقي رحلة تحول الكاهن المسيحي «ليف شجيتني» الذي عمل لأكثر من 30 سنة في خدمة كنيسة سويدية، قبل أن يتسرب الشك لقلبه وإيمانه المسيحي ويحوله للإسلام عن عمر يناهز 75 عامًا في مسجد في المغرب.
بدأ ليف رحلة بحث للإقتناع بالإسلام حتى فكر باعتناقه، بعد أن تأثر بطالب لجوء مغربي كان يستضيفه في منزله ويراه يقيم شعائره الإسلامية من صلاة وقراءة للقران بالإضافة إلى الإعتناء به خلال مرضه، لكن خوف ليف من ردود أفعال المحيطين به جعلته يكتم الأمر في نفسه، إلا أن شعوره بالذنب وهو يسير خلف أصدقائه وزملائه والمصلين في القداس، حذت به لإتخاذ قرار جذري من شأنه أن يغير حياته تمامًا ويصدم المقربين منه وهو سماع قلبه وإعتناق «الإسلام».
غادر ليف بلده السويد إلى المغرب حيث غير اسمه إلى «أحمد» ثم اعتنق الإسلام، لكن الكنيسة أرسلت وفدا لإقناعه بالعدول عن قراره والعودة للمسيحية لكنه رفض.

## جوائز وترشيحات
- 2021 : «أفضل فيلم وثائقي طويل» للصحفيان توماس بليدمان وأليكس بوليفين خلال مهرجان مونتريال للسينما المستقلة.[12][13]

## وصلات خارجية
- الإعتراف (وثائقي) على موقع IMDb (الإنجليزية)
- الإعتراف (وثائقي) على موقع قاعدة بيانات الأفلام السويدية (السويدية)